# Omloop van het Houtland 1975
L'Omloop van het Houtland 1975, trentunesima edizione della corsa, si svolse il 2 ottobre 1975 su un percorso con partenza e arrivo a Lichtervelde. Fu vinto dal belga Eddy Cael della Carpenter-Confortluxe-Flandria davanti ai suoi connazionali André Dierickx e Fernand Hermie.

## Ordine d'arrivo (Top 10)
| Pos. | Corridore              | Squadra                        | Tempo |
| ---- | ---------------------- | ------------------------------ | ----- |
| 1    | Eddy Cael              | Carpenter-Confortluxe-Flandria |       |
| 2    | André Dierickx         | Rokado                         |       |
| 3    | Fernand Hermie         | Gero Verwarming-Jaga           |       |
| 4    | Geert Malfait          | Maes-Watney                    |       |
| 5    | Romain Maes            | Carlos                         |       |
| 6    | Jean-Luc Vandenbroucke | Peugeot-BP-Michelin            |       |
| 7    | André Delcroix         | Ijsboerke-Colner               |       |
| 8    | Carlos Cuyle           | Carpenter-Confortluxe-Flandria |       |
| 9    | Jean-Claude Meunier    | Peugeot-BP-Michelin            |       |
| 10   | Dirk Baert             | Carlos                         |       |